# Leon Kurowski

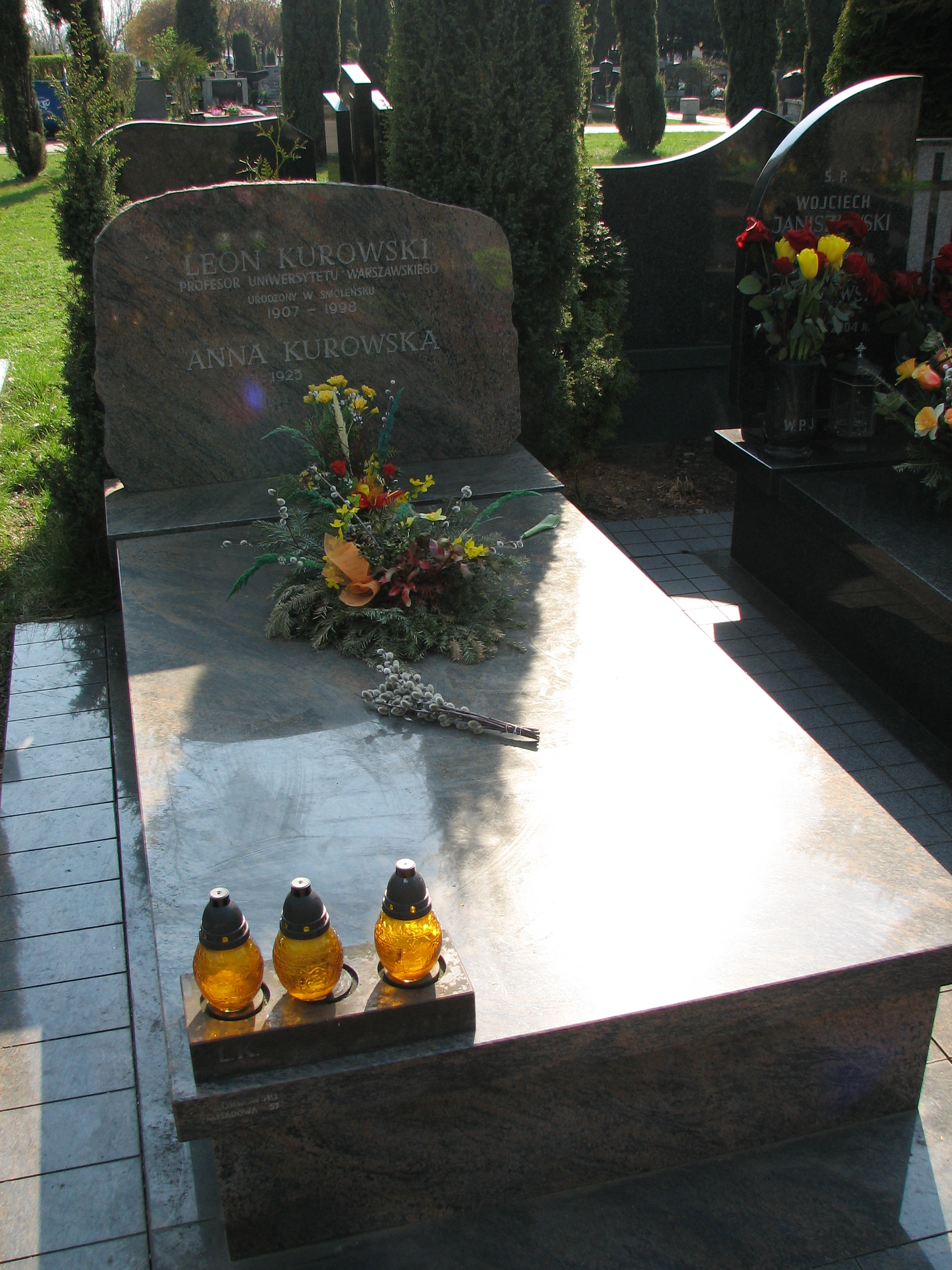
Grób Leona Kurowskiego na Cmentarzu Komunalnym Północnym

Leon Kurowski (ur. 3 lutego 1907 w Smoleńsku, zm. 9 lipca 1998 w Warszawie) – polski prawnik specjalizujący się w prawie finansowym, profesor nauk prawnych, encyklopedysta.

## Życiorys
Pochodził z rodziny prawników, był synem Stanisława i Marii Kurowskich. Uczęszczał do szkół średnich w Smoleńsku i na Kaukazie (1916–1921), a następnie do Państwowego Gimnazjum Koedukacyjnego w Słonimie (1922–1927). W 1932 roku ukończył studia w zakresie prawa skarbowego na Wydziale Prawa Uniwersytetu Stefana Batorego w Wilnie i zatrudnił się na tej uczelni jako starszy asystent przy katedrze skarbowości i statystyki. Równocześnie pracował jako referent w wileńskiej Okręgowej Izbie Kontroli. Wykładał również w Instytucie Nauk Handlowo-Gospodarczych (1934–1938). W 1937 roku uzyskał stopień doktora praw w zakresie skarbowości i administracji, na podstawie rozprawy pt. Podział wydatków budżetowych w zwyczajnym budżecie Polski, której promotorem był Mieczysław Gutkowski (Zofią Gutkowską, wdową po profesorze Gutkowskim, opiekowali się po drugiej wojnie państwo Kurowscy). W latach 1938–1939 odbywał studia nad zagadnieniami budżetowymi w Paryżu, Londynie i Genewie.
Po wybuchu II wojny światowej pracował jako dyrektor Fabryki Papieru w Nowej Wilejce (1940–1941) oraz jako buchalter Fabryki Papieru w Grzegorzewie (1941–1944). Od lipca 1944 był zastępcą prezesa Państwowego Trustu Papierniczego na Litwie.
Od 12 sierpnia 1944 w Krajowej Radzie Narodowej. Od 28 lutego 1945 pełnił funkcję dyrektora Biura Prezydialnego KRN w Lublinie. Od 1 kwietnia 1945 w KRN był członkiem komisji: regulaminowej, spraw zagranicznych i skarbowo-budżetowej. Równocześnie był wykładowcą na Katolickim Uniwersytecie Lubelskim. W latach 1945–1951 był podsekretarzem stanu w Ministerstwie Skarbu.
30 listopada 1945 został prowizorycznie mianowany na profesora organizowanego Uniwersytetu Mikołaja Kopernika w Toruniu, objął tam stanowisko kierownika Katedry Skarbowości i Prawa Skarbowego (w 1949 roku przemianowanej na Katedrę Finansów). Na UMK pracował do 1953 roku, w latach 1951–1952 pełnił funkcję rektora tej uczelni. W 1946 roku otrzymał tytuł profesora nadzwyczajnego, a w 1961 profesora zwyczajnego nauk prawnych. Od 1949 do 1977 roku pracował na Uniwersytecie Warszawskim, w latach 1952–1955 był prorektorem, dwukrotnie (1956–1959 oraz 1968–1972) pełnił funkcję dziekana Wydziału Prawa i Administracji UW. Pracował też w Szkole Głównej Planowania i Statystyki w Warszawie (1951–1962), gdzie kierował Katedrą Budżetu Państwa. Wykładał również na Akademii Nauk Politycznych i w Instytucie Finansowym.
Poza pracą naukową profesor pełnił również szereg funkcji jako ekspert w sprawach gospodarczych w kraju i zagranicą. W latach 1959–1965 był ekspertem ONZ przy modernizacji gospodarek: Indonezji, Mali i Republiki Nigru.
Działał w stowarzyszeniach społecznych i naukowych. Był założycielem i prezesem Polskiego Komitetu Pomocy Społecznej, członkiem, a następnie wiceprezesem (1970–1980) Polskiego Komitetu Współpracy z Alliance française. Był również członkiem towarzystw zagranicznych, m.in. Centro Internazionale di Ricerche e Studi Assicurativi (Rzym), Société de Législation Comparée, Institut International de Finances Publiques (Paryż), Association Internationale du Droit des Assurances, Société Française de Droit Fiscal (Tuluza).
Był mężem Anny z Białobrzeskich (1923–2016).
Zmarł w Warszawie, pochowany na cmentarzu komunalnym Północnym (kwatera E-IV-7-5-8).

## Wybrane publikacje
- Podział wydatków administracji państwowej w zwyczajnym budżecie polskim (1938)
- Mała encyklopedia prawa (1959, redaktor naczelny)
- La centralisation et la decentralisation financières dans la République Populaire de Pologne (1964, wspólnie z Bronisławem Blassem(inne języki))
- Prawo finansowe (1965, redakcja pracy zbiorowej)
- Kontrola finansowa (1968, wspólnie z Hanną Sochacką-Krysiakową)
- Prawo finansowe (1968, wspólnie z Marianem Weralskim)
- Podstawy kontroli finansowej (1973, wspólnie z Hanną Sochacką-Krysiakową)
- Wstęp do nauki prawa finansowego (1976)
- Kontrola finansowa w sektorze publicznym (2000, współautor, ISBN 83-208-1244-5)

## Ordery i odznaczenia
- Krzyż Komandorski z Gwiazdą Orderu Odrodzenia Polski
- Order Sztandaru Pracy II klasy
- Krzyż Komandorski Orderu Odrodzenia Polski (22 lipca 1947)[4]
- Złoty Krzyż Zasługi (19 lipca 1946)[5]
- Medal 10-lecia Polski Ludowej (19 stycznia 1955)[6]
- Medal „Virtus est perfecta ratio” im. Księcia Franciszka Ksawerego Druckiego (pośmiertnie, 16 czerwca 2011)[7]
- Pamiątkowy Medal z okazji 40. rocznicy powstania Krajowej Rady Narodowej (1983)[8]
- Krzyż Oficerski Orderu Narodowego Zasługi (Francja)
- Order Palm Akademickich (Francja)